# The Shadow of Your Smile
Pistes de The Sandpiper
-
(-) Main Title
(2)
The Shadow of Your Smile est une chanson populaire écrite par Paul Francis Webster et composée par Johnny Mandel pour le film Le Chevalier des sables (The Sandpiper) sorti en 1965, avec Elizabeth Taylor et Richard Burton dans les principaux rôles. Dans le film, la chanson est interprétée par des chœurs et obtient cette même année l'Oscar de la meilleure chanson originale de l’Academy of Motion Picture Arts and Sciences, puis en 1966, dans la version interprétée par Tony Bennett, le Grammy Award de la chanson de l'année. 

## Paroles
The Shadow of Your Smile, qui peut se traduire par « L'ombre de ton sourire », est une chanson romantique. Le parolier Paul Francis Webster fait dire à l'un des deux amants s'adressant à l'autre que même lorsqu'il (ou elle) sera loin, l'ombre de son sourire, dans ses rêves, éclairera ses nuits : « The Shadow of Your Smile, when you are gone, will color all my dreams and light the dawn, look into my eyes my love and see, all the lovely things you are to me ». 

## Musique
Johnny Mandel : « J’ai tenté de composer une musique de film différente. Habituellement, au cinéma, un compositeur essaie d’éblouir le spectateur avec une profusion de sons et de rythmes. Au lieu de cela, pour Le Chevalier des sables, j’ai souhaité conserver la même atmosphère en harmonie avec l’intensité de l’histoire, soulignée par la beauté et la solitude de ce lieu magnifique qu’est Big Sur. Avec ma musique, j’ai voulu évoquer le roulement des vagues, la splendeur des montagnes, la beauté du paysage. Je suis tombé amoureux de Big Sur il y a plus de dix ans. Naturellement, j’ai été enchanté qu’on me confie cette tâche me permettant de faire partager au spectateur les sensations que j’éprouve pour ce grand espace préservé d’Amérique. J’espère avoir réussi ». 

Divers aspects de la région de Big Sur
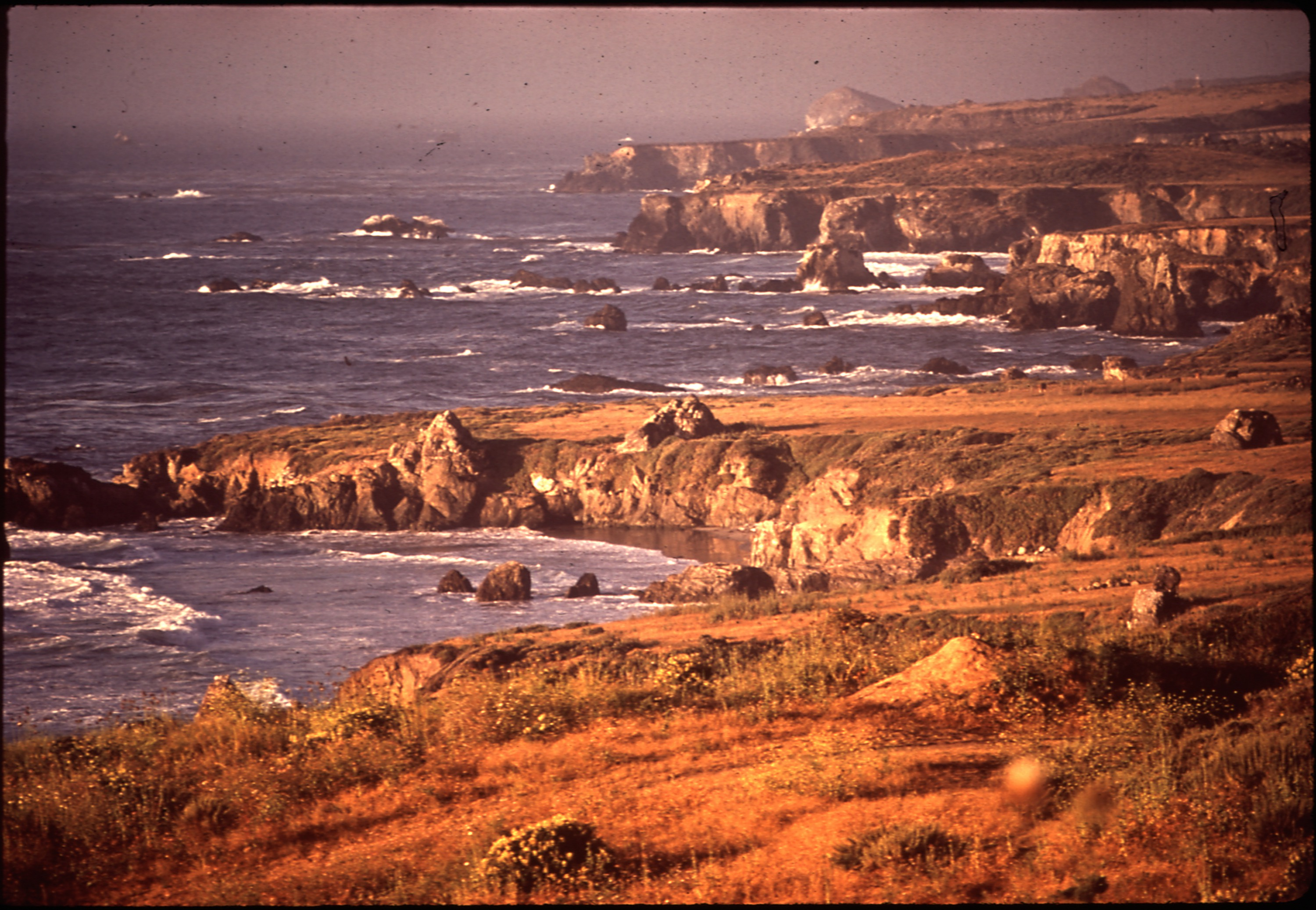
Côte sud de Big Sur
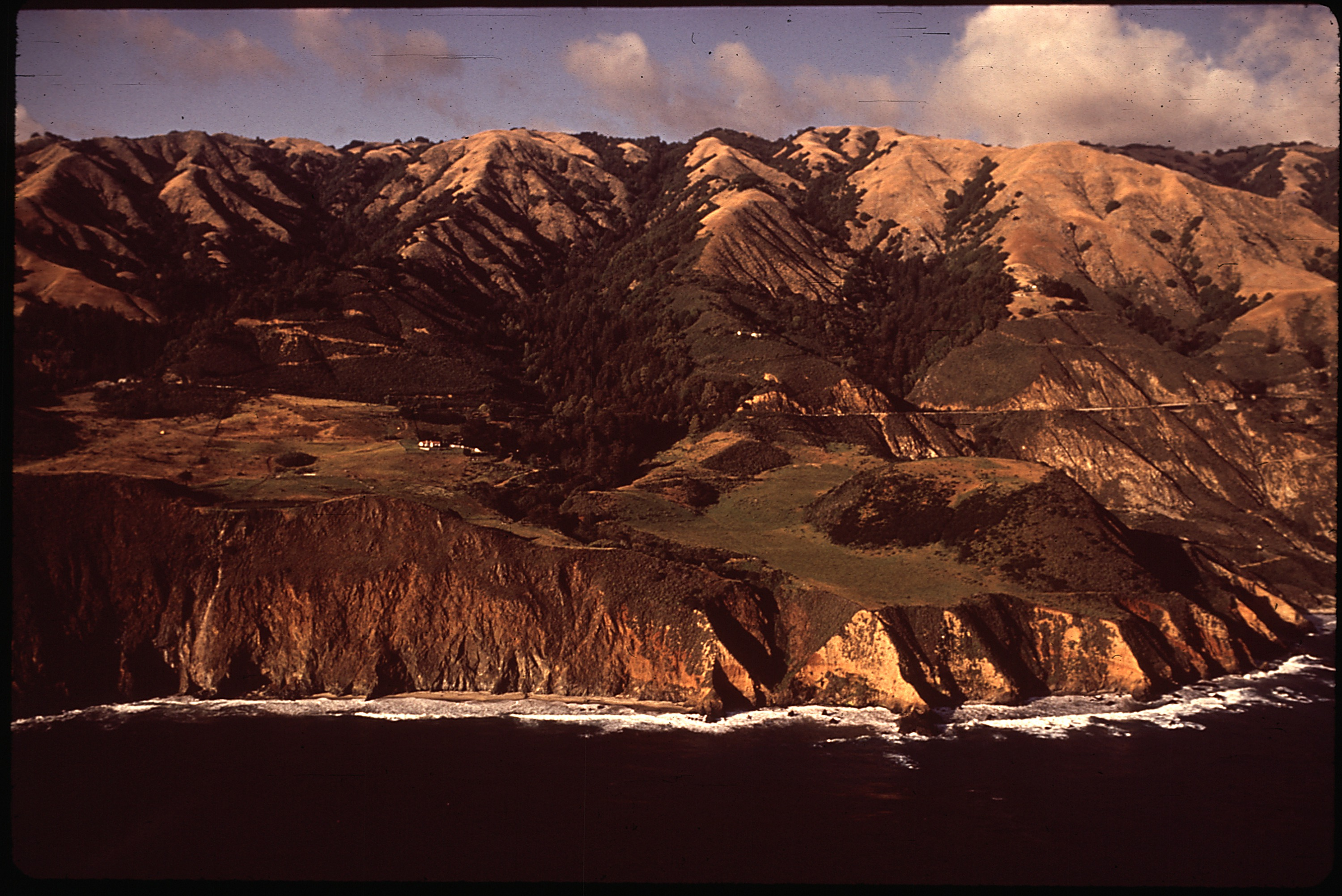
Big Sur et Chaînon Santa Lucia, Comté de Monterey
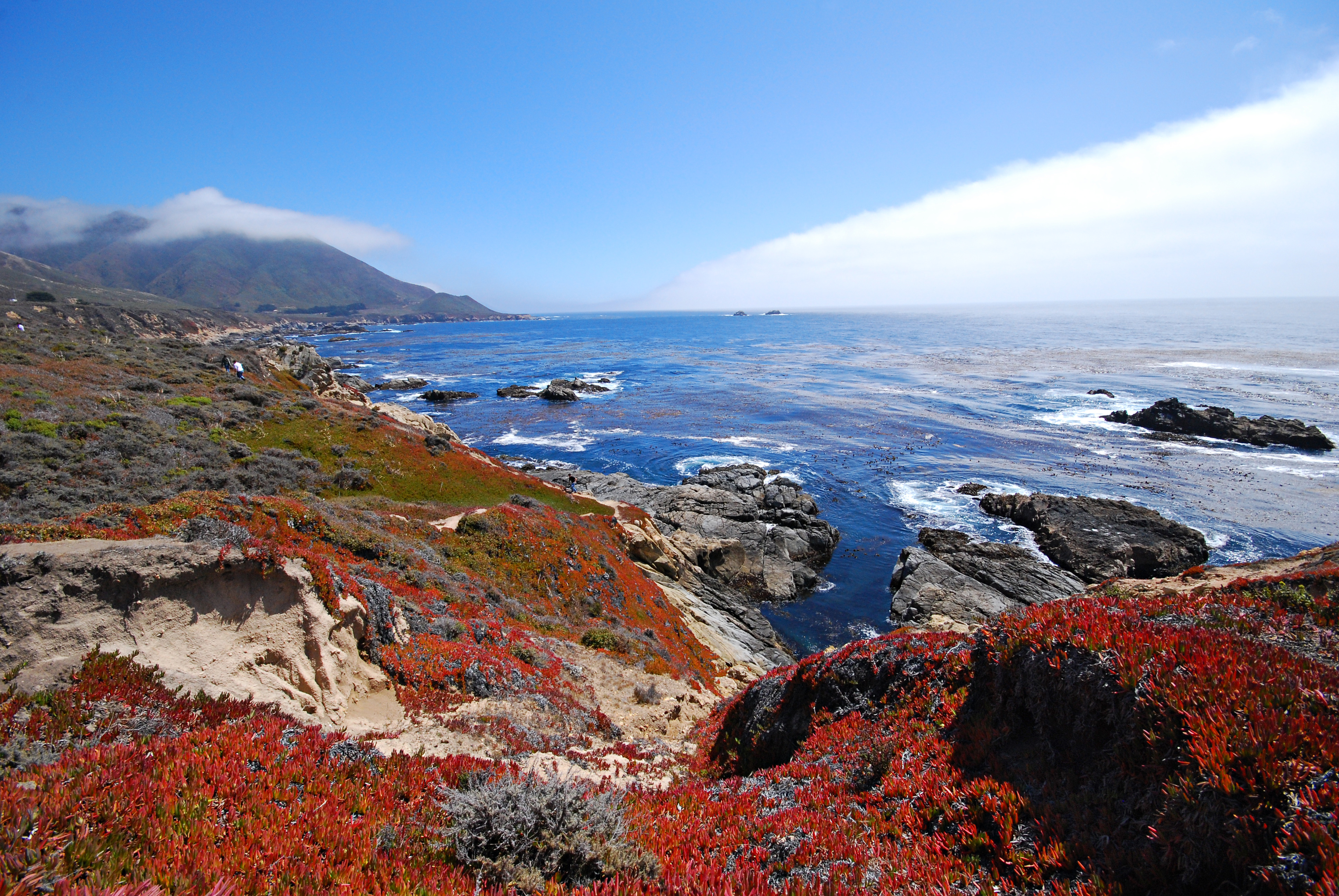
Flore côtière de Big Sur en août
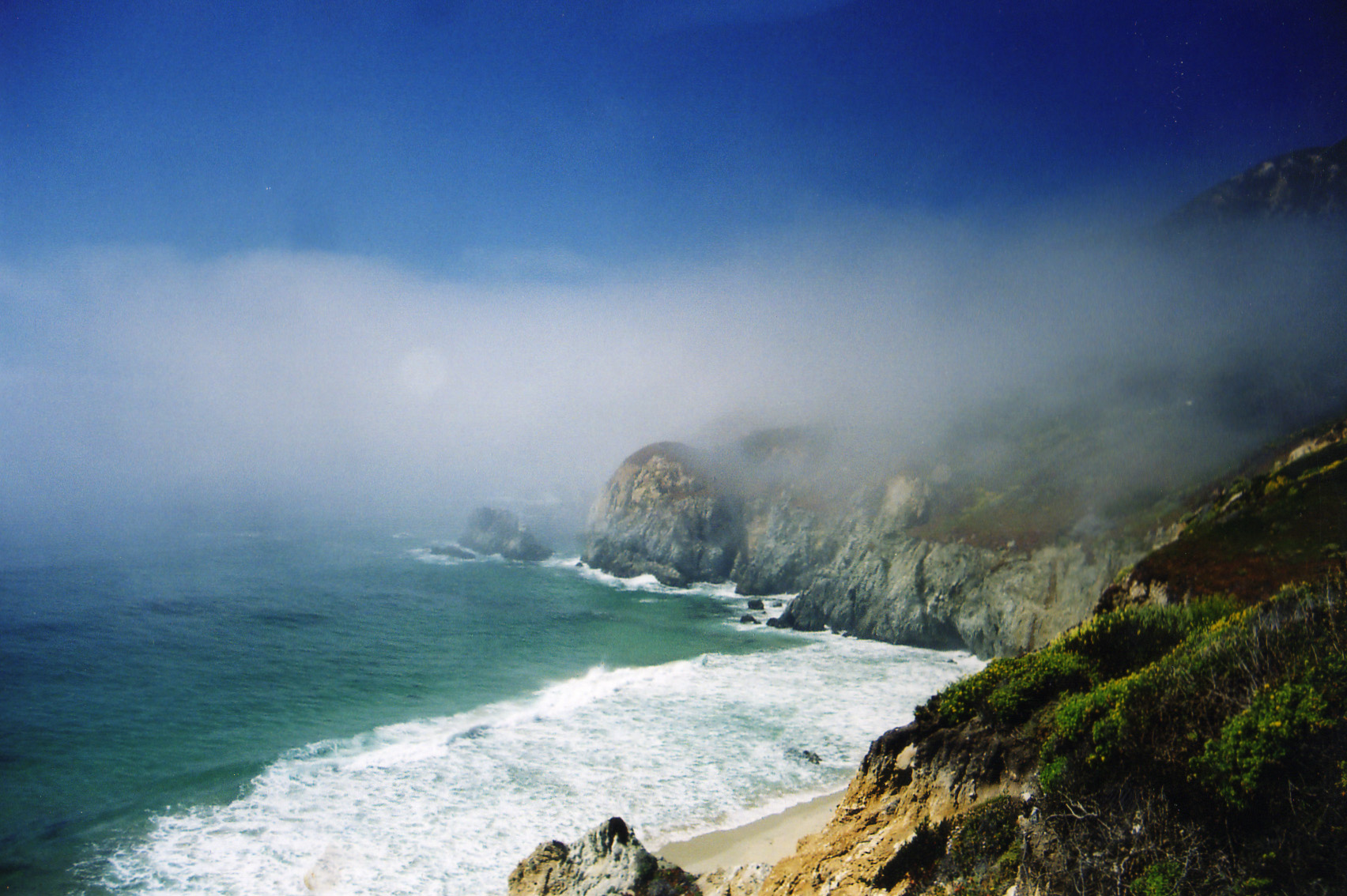
Brouillard typique de juin sur la côte
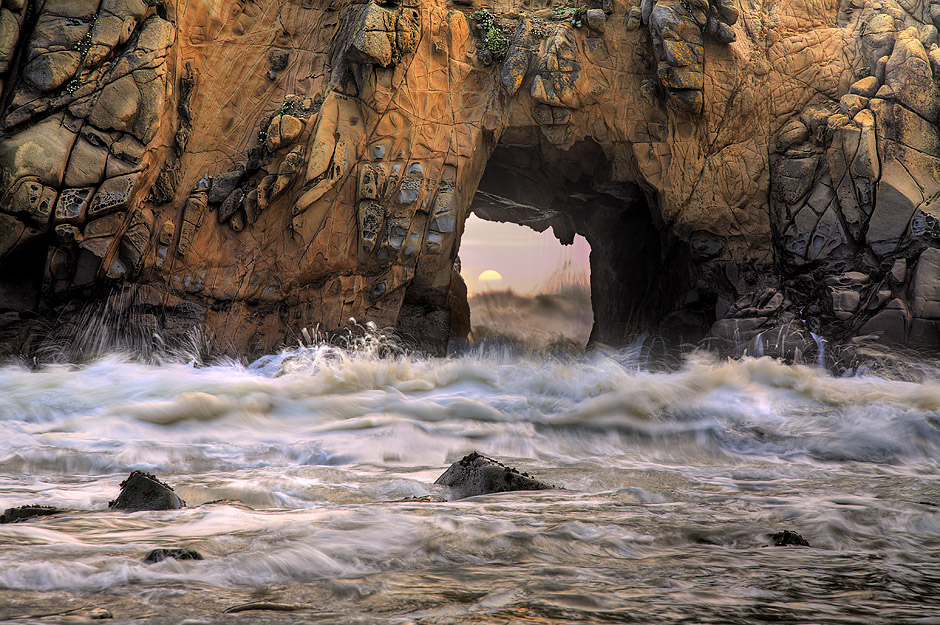
« Porte du soleil » de la falaise de Pfeiffer Beach
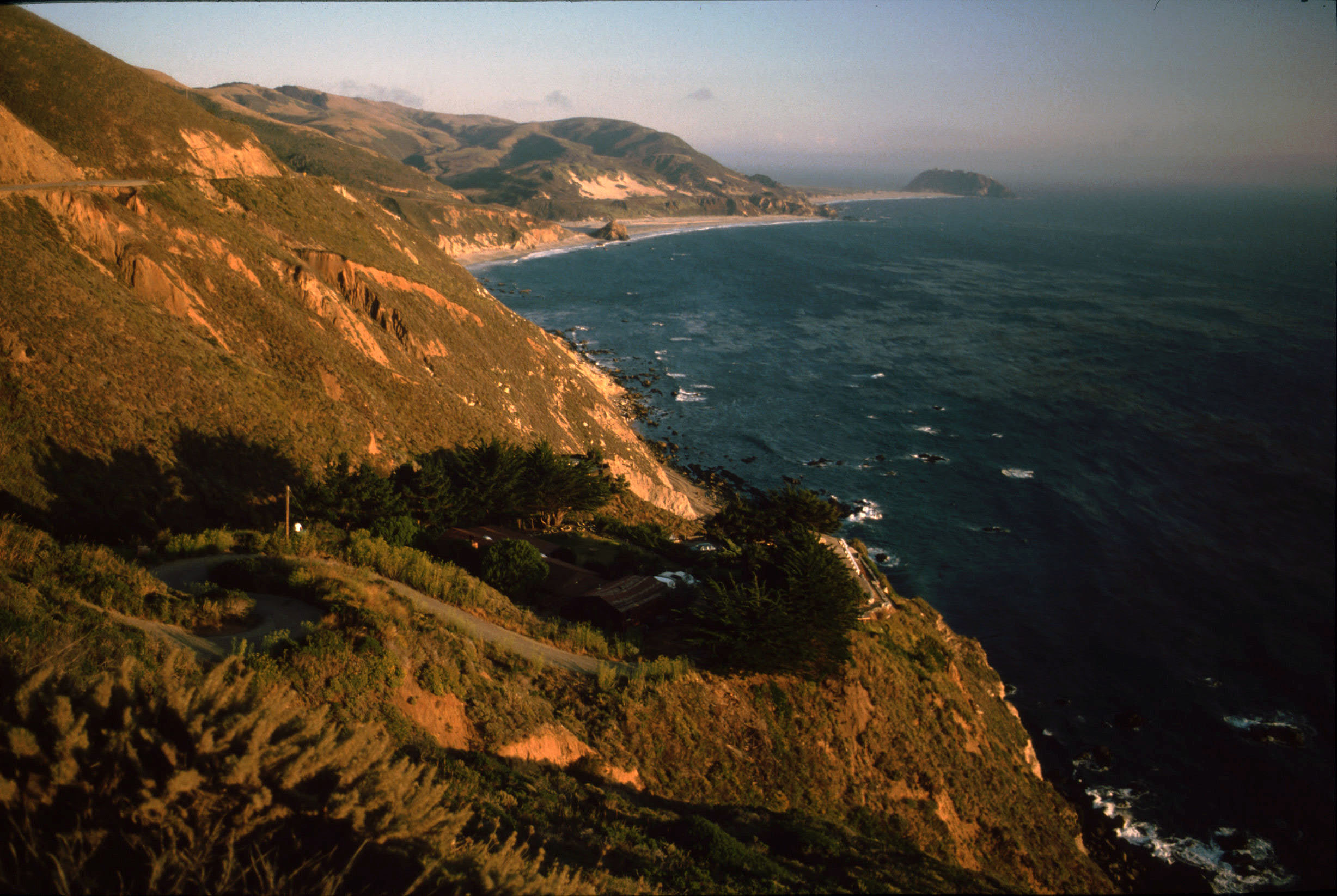
Morro Bay vue depuis Big Sur
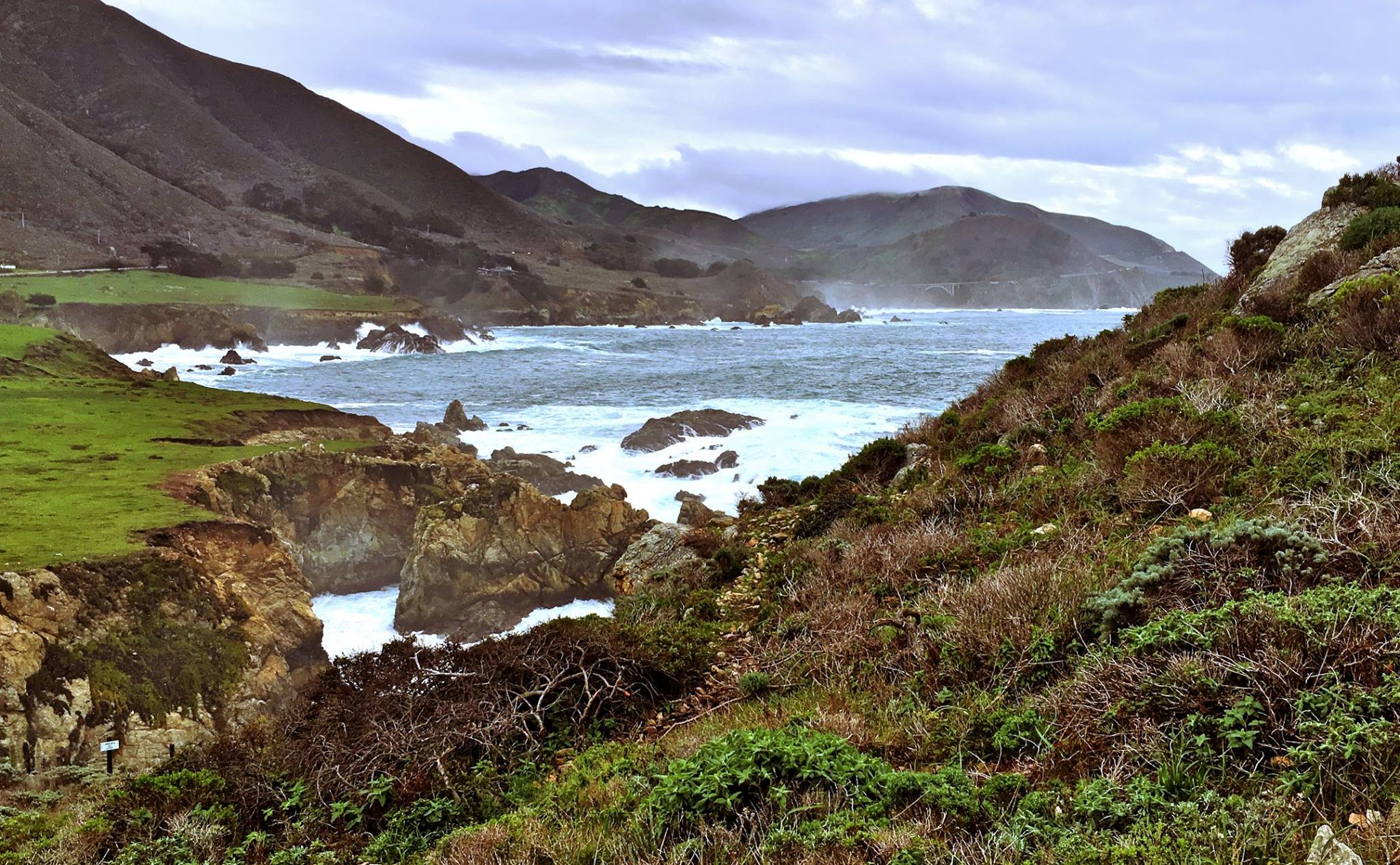
Bixby Creek Bridge à Big Sur
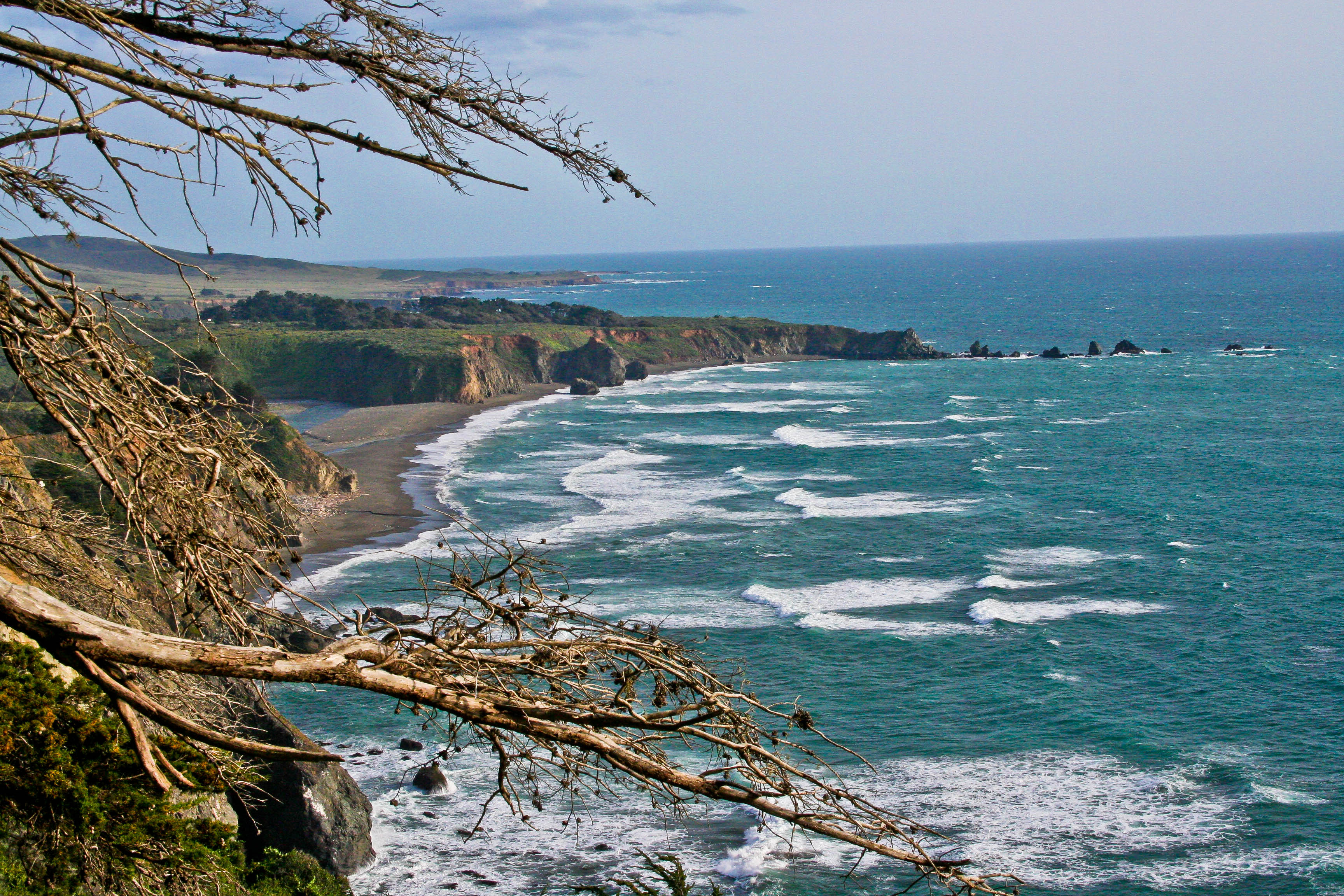
San Carpóforo Creek (en) à Big Sur

## Reprises
Reprises notables par Astrud Gilberto qui en fait un standard de la bossa nova dès 1965 et, en 1966, par Tony Bennett qui reçoit le Grammy Award de la chanson de l'année. 

### États-Unis
- Herb Alpert avec The Tijuana Brass (instrumental),
- Tony Bennett,
- Rosemary Clooney,
- Perry Como,
- Bobby Darin
- Sammy Davis, Jr.,
- Percy Faith,
- Jose Feliciano,
- Sergio Franchi
- Connie Francis, en anglais, espagnol (La sombra de tu sonrisa) et italien (Castelli di sabbia),
- Marvin Gaye (plusieurs versions),
- Jack Jones,
- Brenda Lee,
- Peggy Lee,
- Trini Lopez,
- Dean Martin,
- Al Martino,
- Johnny Mathis,
- Chris Montez,
- Rita Reys,
- Frank Sinatra.
- Nancy Sinatra,
- Barbra Streisand,
- Andy Williams,
- Stevie Wonder...

Versions jazz
- Bill Evans,
- Ella Fitzgerald,
- Kenny G,
- Eddie Harris,
- Al Hirt,
- Amel Larrieux,
- Wes Montgomery,
- Oliver Nelson,
- Lou Rawls,
- George Benson,
- Sarah Vaughan
- Archie Shepp...

### Ailleurs
Allemagne
- Udo Lindenberg (version rock).

Brésil
- Astrud Gilberto,
- Baden Powell (instrumental).

Espagne
- José Carreras.

Irlande
- Carly Smithson (au télé-crochet American Idol).

Italie
- Mina.

Jamaïque
- Tommy McCook (instrumental).

Royaume-Uni
- Shirley Bassey,
- Brian Bennett (album Brian Bennett's Collage),
- Engelbert Humperdinck,
- Tom Jones,
- Matt Monro.

Suède
- Lill Lindfors (Din skugga stannar kvar).

### Adaptation française
En 1966, le parolier Eddy Marnay effectue l'adaptation française qu'il nomme Le Sourire de mon amour. 
Juliette Gréco, qui l'interprète, avoue l'avoir enregistrée « à contrecœur » (parce que c’est une adaptation). Elle se calque sur la version anglaise d’Astrud Gilberto qui supprime le couplet récitatif d’introduction (conservé par Tony Bennett) et qui ajoute un pont fredonné. Le texte respecte le sens des paroles originales de Paul Francis Webster : « Quand j’ai vu le sourire de mon amour, j’ai confondu la nuit avec le jour, j’ai laissé mon cœur se prendre au jeu et j’ai bu ses lèvres avec mes yeux ».
L'orchestration d'Alain Goraguer reste dans la tonalité des arrangements originaux de la BO du film. Cette version est éclipsée par l'un des plus grands succès de Juliette Gréco (son « tube » de l'année 1966) situé en 1re position de la face A du même super 45 tours : Un petit poisson, un petit oiseau (paroles de Jean-Max Rivière et musique de Gérard Bourgeois). 
Reprises de l'adaptation française, version jazz par la hollandaise Denise Jannah (nl) (2002), et par la québécoise Ima (2007).  